# Asia Rugby Championship 2022
L’Asia Rugby Championship 2022 (in inglese 2022 Asia Rugby Championship) fu la 6ª edizione dell'Asia Rugby Championship organizzato da Asia Rugby, nonché in assoluto il 33º campionato asiatico di rugby a 15.
Si tenne dal 4 giugno al 9 luglio 2022 fra tre squadre nazionali e fu il primo a svolgersi dal 2019, dopo che le edizioni 2020 e 2021 furono annullate per via delle restrizioni imposte a seguito della pandemia di COVID-19.
Il campionato funse anche da qualificazione alla Coppa del Mondo 2023 per la zona asiatico/pacifica: infatti la squadra campione d'Asia guadagnò il diritto di disputare un posto diretto alla competizione mondiale in uno spareggio contro la seconda migliore della zona oceaniana.
A vincere il torneo fu Hong Kong che, nella finale di Incheon contro la Corea del Sud, inizialmente sprecò un vantaggio di quindici punti e fu rimontato ma, proprio nel tempo di recupero, trovò tre punti con un drop che gli diedero la terza vittoria consecutiva nel torneo e la qualificazione allo spareggio transcontinentale.

## Formula
Il torneo si svolse interamente in Corea del Sud.
La semifinale, in gara unica, vide di fronte Corea del Sud e Malaysia.
Essendo presenti solo tre squadre al torneo, il campione uscente Hong Kong ebbe un bye e attese in finale il vincitore della semifinale.
La squadra campione asiatica disputò lo spareggio contro la seconda migliore oceaniana per l'accesso diretto alla Coppa del Mondo 2023 per la zona Asia/Pacifico; la perdente di tale incontro accedette altresì ai ripescaggi.

## Squadre partecipanti
- Corea del Sud
- Hong Kong
- Malaysia

## Risultati
|  | Semifinale    | Semifinale    | Semifinale |           |               | Finale        | Finale | Finale |  |
|  |               |               |            |           |               |               |        |        |  |
|  | Corea del Sud | Corea del Sud | 55         |           |               |               |        |        |  |
|  | Corea del Sud | Corea del Sud | 55         |           |               |               |        |        |  |
|  | Malaysia      | Malaysia      | 10         |           |               |               |        |        |  |
|  | Malaysia      | Malaysia      | 10         |           | Corea del Sud | Corea del Sud | 21     |        |  |
|  |               |               |            |           | Corea del Sud | Corea del Sud | 21     |        |  |
|  |               |               | Hong Kong  | Hong Kong | 23            |               |        |        |  |

### Semifinale
| Arbitro: | Craig Chan |

| |      |                  |
| Kim Hyun-soo 5’ Chang Yong-heung 25’ Jeong Yeon-sik 28’ Choi Seong-deok 47’ Kim Gwong-min 58’, 64’ Shin Da-hyun 69’ Chae Min-seong 74’ | mt   | 79’ Vaqa Saukuru |
| Kim Ki-min 5’, 28’, 47’ Oh Ji-myeong 64’, 69’, 74’                                                                                     | tr   | 79’ Bin Pead     |
| Kim Ki-min 12’ | c.p. | 14’ Mat Zizi     |

### Finale
| Arbitro: | Tasuku Kawahara |

|                                       |      |                                    |
| Choi Seong-deok 46’ Kim Kwang-min 63’ | mt   | 20’ Post 36’ Worley 71’ de Thierry |
| Oh Ji-myeong 46’                      | tr   | 36’ Hughes                         |
| Oh Ji-myeong 60’, 69’, 75’            | c.p. | 12’ Hughes 80+3’ McNeish           |